# BB 26000
Ne doit pas être confondu avec BB 20100, série commandée en 1955 en tant que BB 26001 à 26004, et livrée en 1958 en tant que BB 30001 à 30004, ni avec BB 30000, série de 1961 livrée en tant que BB 26001/2, puis renumérotée en BB 30001/2.
,,,
Les BB 26000 sont une série de locomotives électriques de la SNCF, surnommées « Sybic » contraction de « Synchrone » et « Bicourant ».

## Description

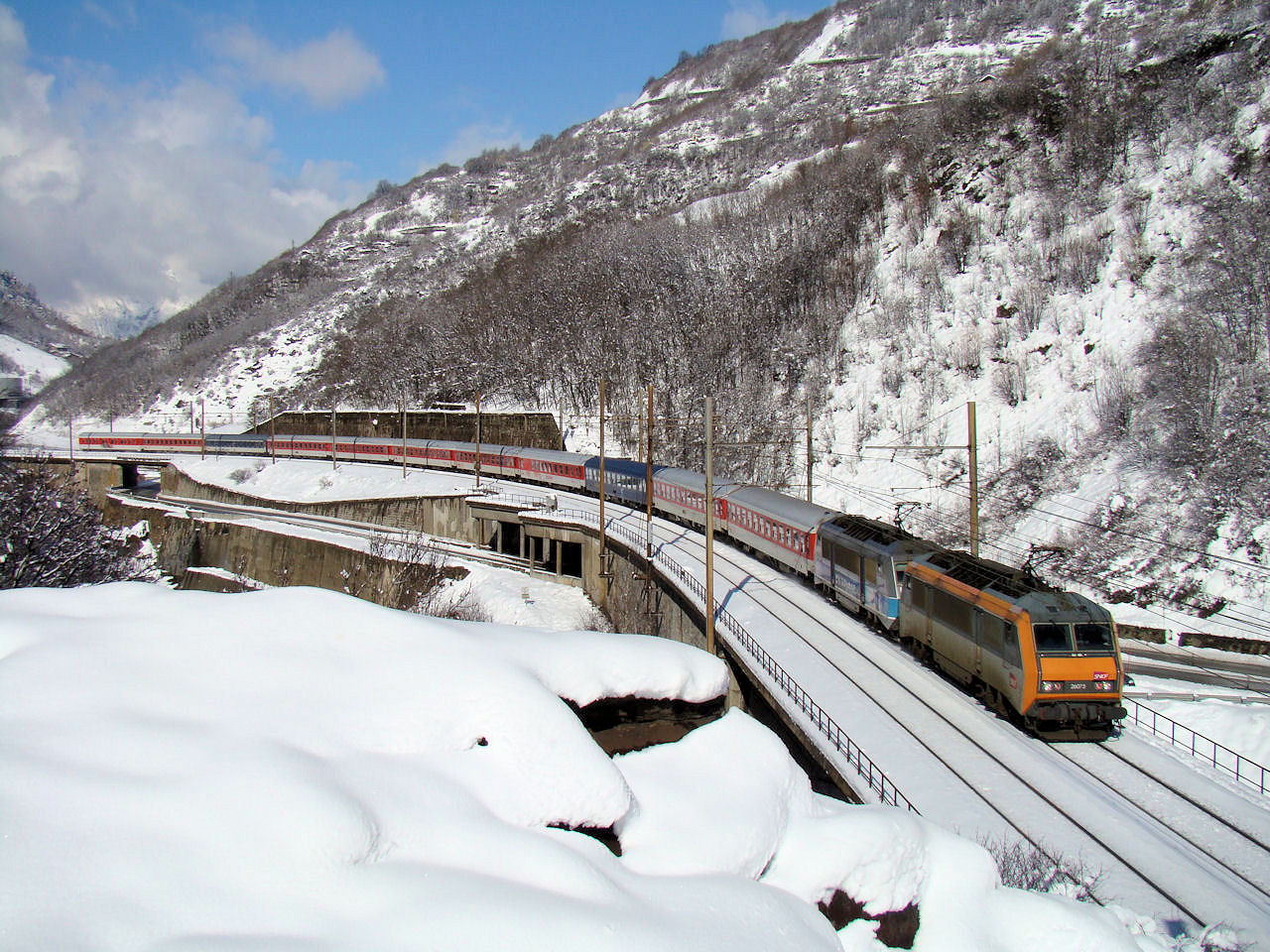
Double traction de BB 26000 avec la 26075 en tête (livrée béton) et la 26163 (livrée « En voyage ») tractant un train Copenhague - Modane à l'approche de son terminus.

Après la livraison en 1986 des dernières BB 22200, la SNCF s'apprête à recevoir une nouvelle série de locomotives bicourant universelles, c’est-à-dire capables de tracter aussi bien des trains de voyageurs rapides à 200 km/h que des trains de marchandises lourds.
Ces machines doivent donc avoir une grande puissance disponible aussi bien sous 1,5 kV continu que sous 25 kV 50 Hz, et être capables de remorquer un train de voyageurs de 750 tonnes (16 voitures) à 200 km/h en rampe de 2,5 ‰ ou un train de fret de 2050 tonnes à 80 km/h en rampe de 8,8‰ (profil corrigé).
Le type de motorisation retenu est le même que celui des TGV Atlantique développés à la même époque : le moteur synchrone. À partir des essais réalisés sur les prototypes BB 20011-20012, les cinq premières machines (machines de présérie) sont livrées en 1988. Leur puissance de 5 600 kW n'atteint pas celle des CC 6500 avec leurs 5 900 kW, mais elles sont beaucoup plus légères (90 t au lieu de 116 t).
La 26001 sort d'usine début 1988 et est livrée le 1er avril 1988.
Suivront les 26002 (6 mai), 26003 (10 mai), 26004 (1er juillet) et 26005 (1er septembre).
Il y aura de longues années de livraisons intensives, avec jusqu'à quatre machines par mois.
Les cinq dernières 26000 seront livrées en 1998, la toute dernière (26234) étant mise en service le 23 juillet 1998.
Points particuliers :
- les Sybic sont les dernières locomotives électriques à bogie monomoteur de la SNCF ;
- sur les 264 locomotives commandées, seules 234 ont été livrées ; les 30 dernières sont devenues, par avenant au marché, les 30 premières BB 36000 ;
- les Sybic sont les locomotives les plus performantes de la SNCF.

Toutefois, elles présentent quelques points faibles :
- l'absence de climatisation des cabines de conduites (elles en seront équipées à compter de 2009) ;
- un débit d'air insuffisant de la climatisation ;
- un temps de réaction du freinage avec de longs convois de fret.

## Service

### Les débuts
Afin de rester à proximité relative de l’usine Alstom de Belfort, l’ensemble des locomotives de la série a été livré au dépôt de Dijon-Perrigny où le service après-vente Alstom avait pris place, puis les engins furent répartis sur deux autres dépôts, Lens et Villeneuve.
Le caractère de machine universelle a très rapidement été mis en œuvre, avec la traction de trains de voyageurs à 200 km/h (dont le TER 200 d’Alsace et Interloire), et des trains de marchandises, notamment entre le Nord-Est et le Sud-Est.

### Répartition par activités
À la répartition par activités au 1er janvier 1999, un lot de Sybic est affecté à Grandes Lignes (VFE, pour Voyages France Europe depuis 2005), le plus gros des troupes revenant au Fret. Cette répartition étant approximative, elle est ajustée l'année suivante avec une augmentation du lot Grandes Lignes et création d’un parc TER.

### Affectation à de nouveaux dépôts
Sans modification notable des services assurés, un petit parc VFE de vingt Sybic a été créé à Toulouse en décembre 2004, et a été supprimé le 5 juillet 2009 avec le regroupement des Sybic toulousaines à Villeneuve. Un groupe de machines Fret a été muté à Avignon dès décembre 2003 pour compenser le départ des BB 27000 regroupées dans le Nord et l'Est, respectivement au sein des dépôts de Lens et de Thionville.
En décembre 2007 les quatorze machines affectées au TER Alsace ont été mutées de Dijon-Perrigny à Strasbourg, et sont à présent équipées pour la réversibilité.
La région Grand Est, faisant face à l'obsolescence des BB 15000 tractant des rames Corail sur le TER Vallée de la Marne, a déjà engagé des Coradia Liner (habituellement utilisés sur la « ligne 4 ») aux heures creuses, mais le fort trafic en pointe a incité la région à récupérer des BB 26000 en provenance d'autres activités afin de remplacer les locomotives défaillantes. Ces machines connaîtront le même sort que les autres locomotives de la région : elles seront modernisées et équipées de la réversibilité. De nouvelles livraisons de rames Régiolis, commandées par la région Bourgogne-Franche-Comté, remplaceront les trains Corail réversibles de cette région, et entraîneront la mutation de voitures-pilotes Corail ; ces dernières, associées aux BB 26000 ainsi modernisées, permettront de former des rames-blocs sur le TER Vallée de la Marne, et donc de fiabiliser les circulations de cette ligne.

### Rénovation mi-vie

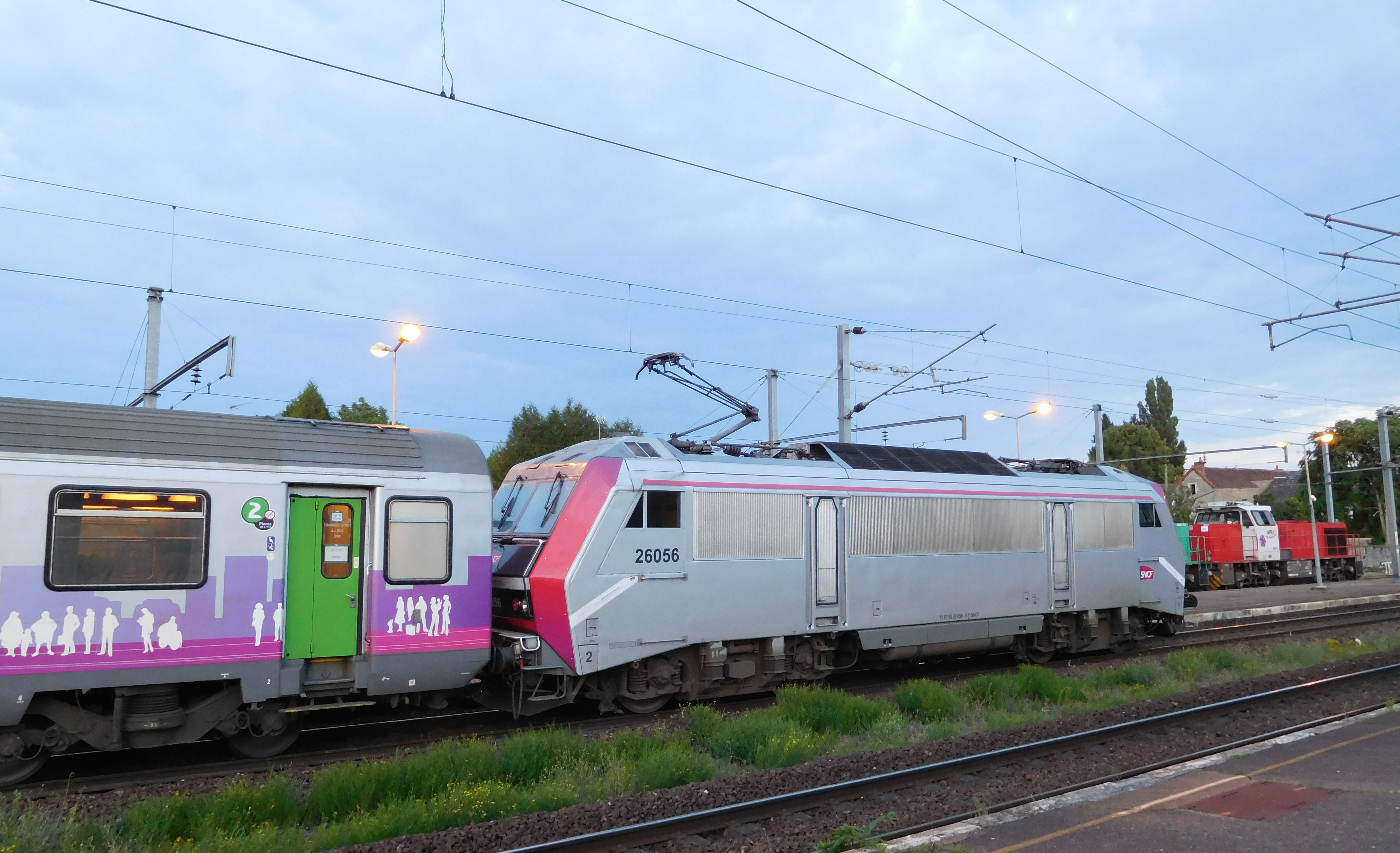
BB 26056, dernière machine rénovée au technicentre industriel d'Oullins avant son déménagement.

Les BB 26000 ont subi une rénovation mi-vie au technicentre industriel d'Oullins avant sa fermeture en 2019. La dernière locomotive traitée sur ce site est la BB 26056 qui a arboré un bandeau spécifique à cette occasion, livrée en septembre 2017.
À la suite du déménagement du technicentre industriel d'Oullins, c'est le technicentre industriel de Nevers qui a poursuivi la rénovation du reste de la série entre 2016 et 2022[réf. nécessaire].
Une autre opération notable est l'ajout de la réversibilité (capacité de pousse de rames voyageurs équipées d'une cabine) pour le TER Grand Est. Les machines concernées (BB 26140 à 26153, 26158 à 26163, 26167 et 26168) sont achetées par la région à l'activité Intercités.

### Services actuels

#### En service voyageurs
L'extension continue des liaisons TGV conjuguée à la généralisation des rames automotrices ont engendré ces dernières années une diminution perceptible des services voyageurs des BB 26000.
Les lignes actuellement parcourues à 200 km/h par des BB 26000 sont :
- Paris-Austerlitz - Toulouse via Limoges et Brive (200 km/h d’Étampes aux Aubrais - Orléans, et des Aubrais - Orléans à Vierzon, bientôt Châteauroux) ;
- Paris-Bercy - Clermont-Ferrand (avec circulations à 200 km/h depuis le 14 décembre 2008, mais cette liaison est au roulement des 26000 depuis 1991) ;
- Strasbourg - Mulhouse - Saint-Louis - Bâle (TER 200, depuis septembre 1991 avec voitures Corail, en réversibilité depuis 2008, la V200 est atteinte seulement entre Strasbourg et Saint-Louis).

À la vitesse maximale de 160 km/h, les BB 26000 roulent en roulement régulier sur :
- Strasbourg - Saverne - Sarrebourg - Nancy et Strasbourg - Saverne - Metz, en réversibilité avec voitures Corail (la liaison vers Nancy constituait auparavant un prolongement du TER 200 de et vers Bâle) ;
- Des liaisons TER Grand Est au départ de Paris-Est vers des gares de la région via la ligne 1 : Bar-le-Duc, Saint-Dizier ;
- Les BB 26000 assurent des trains d'affrètements ou spéciaux, sur toutes les lignes électrifiées du réseau excepté l’extrême sud-ouest au-delà de Bordeaux et Toulouse ;
- Venise-Simplon-Orient-Express, les BB 26000 n'étant utilisées que sur la partie française de la ligne.

Enfin, les BB 26000 assurent, conjointement avec les BB 7200 et les BB 22200, les liaisons Intercités entre Bordeaux ou Toulouse et Nîmes ou Marseille. La présence régulière des BB 26000 sur cette liaison coïncide avec leur retrait de la liaison Paris - Caen - Cherbourg à compter de début février 2021.

#### En service fret
La diminution du trafic fret ferroviaire en France depuis le début des années 2000, combinée avec l'arrivée en force d'opérateurs privés a induit une nette diminution des prestations fret des BB 26000.
La série effectue néanmoins toujours des missions avec des trains de fret MA 100 (100 km/h maxi), ME 120 et ME 140 (Messageries à 120 ou 140 km/h maxi, conteneurs essentiellement).
Voici l'essentiel des lignes parcourues actuellement :
- Dijon - Chalindrey - Metz / Thionville (depuis mars 1990, une des premières liaisons régulières long parcours) ;
- Dijon - Vallorbe (depuis mars 1990) ;
- Région Parisienne vers le Sud-Est ;
- Tout le Sud-Est, de Perpignan à Marseille à Nice et Vintimille ;
- Région Parisienne vers l'Ouest de la France (Le Mans/Rennes/Nantes/La Rochelle/Brest) ;
- Hausbergen - Le Bourget ;
- Hausbergen - Sud-Est (Dijon, Lyon, Cerbère)
- Villeneuve - Sotteville - Le Havre ;
- Sibelin - Villeneuve / Woippy ;
- Woippy - Villeneuve / Dunkerque ;
- Woippy - Miramas ;
- Woippy - Le Bourget ;
- Saint-Pierre-des-Corps - Le Bourget ;
- Saint-Pierre-des-Corps - Saint-Germain-des-Fossés ;
- Saint-Pierre-des-Corps - La Rochelle ;
- Saint-Germain-des-Fossés - Valenton ;
- Clermont-Ferrand - Valenton / Villeneuve-Saint-Georges ;
- Dourges - Bordeaux ;
- Dourges - Perpignan ;
- Bordeaux - Le Havre ;
- Ambérieu - Culoz - Chambéry - Modane ;
- Sibelin - Miramas ;
- Sibelin - Woippy ;
- Vintimille - Miramas (épaulées par des BB 36300 au SA2021) ;
- Perpignan - Forbach ;
- Rennes - Vénissieux (Naviland Cargo pour le compte de Trans-Fer).

Quelques Fret à 160 km/h figuraient dans leur service encore dans les années 2010 :
- MV160 Melun-Avignon ;
- MV160 Dourges (Lille) - Avignon : ce train no 50010/1 et retour 50000/1 de 1 100 tonnes fut le premier train utilisant les capacités des 26000 poussées au maximum, et aussi leur premier train long parcours (1 150 km de Lille à Marseille, depuis juin 1991). Au service annuel 2010 (à partir du 13 décembre 2009), ce train est devenu un ME 140, et sera numéroté 50055 dans le sens sud-nord. Les 26000 ne seront plus obligatoirement affectées à ce train, dont la traction reviendra au pool bicourant de Combi Express (BB 26000 et BB 22200).

## Machines particulières

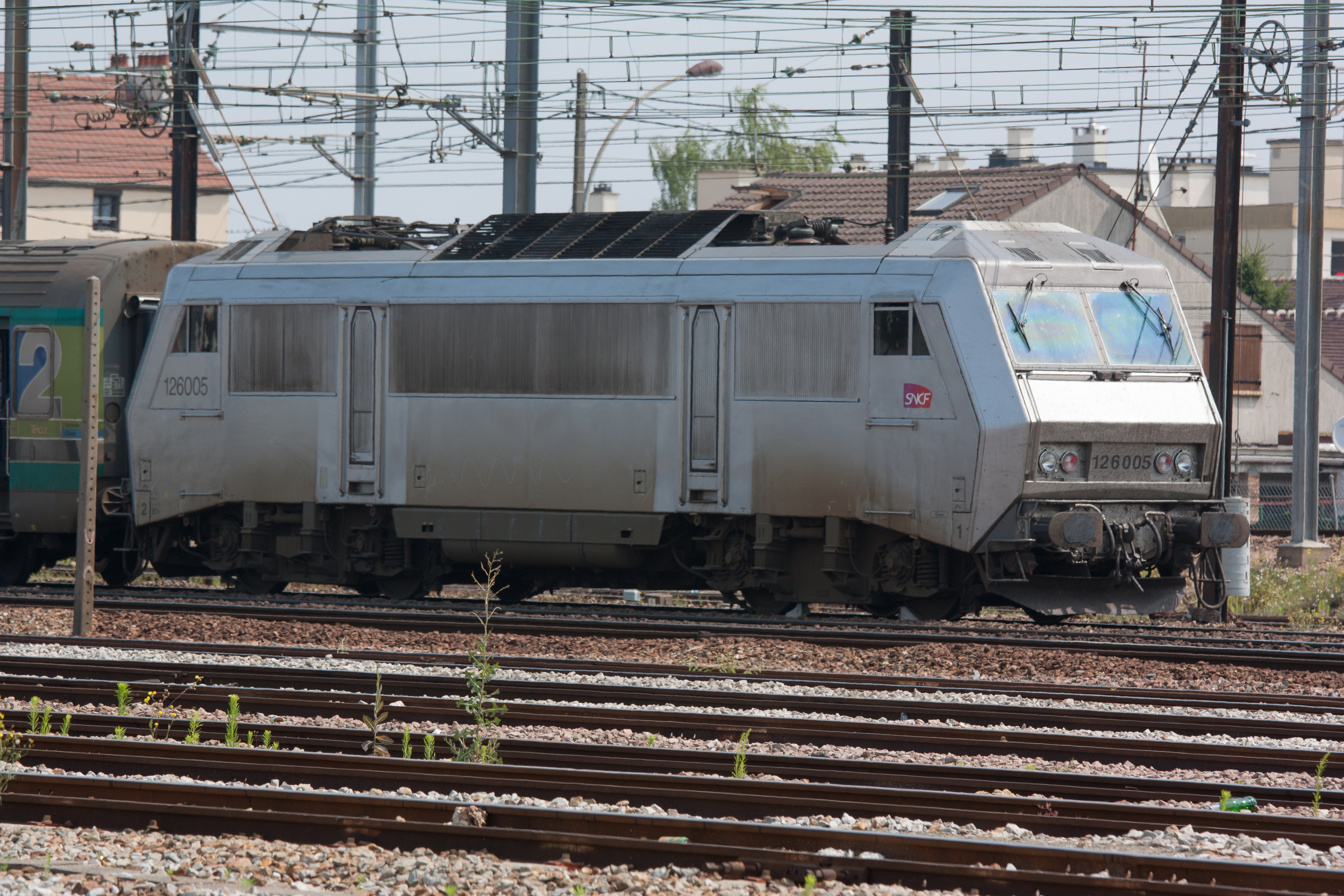
La BB 26005 qui tirait le train no 3657 lors de l'accident ferroviaire de Brétigny-sur-Orge.

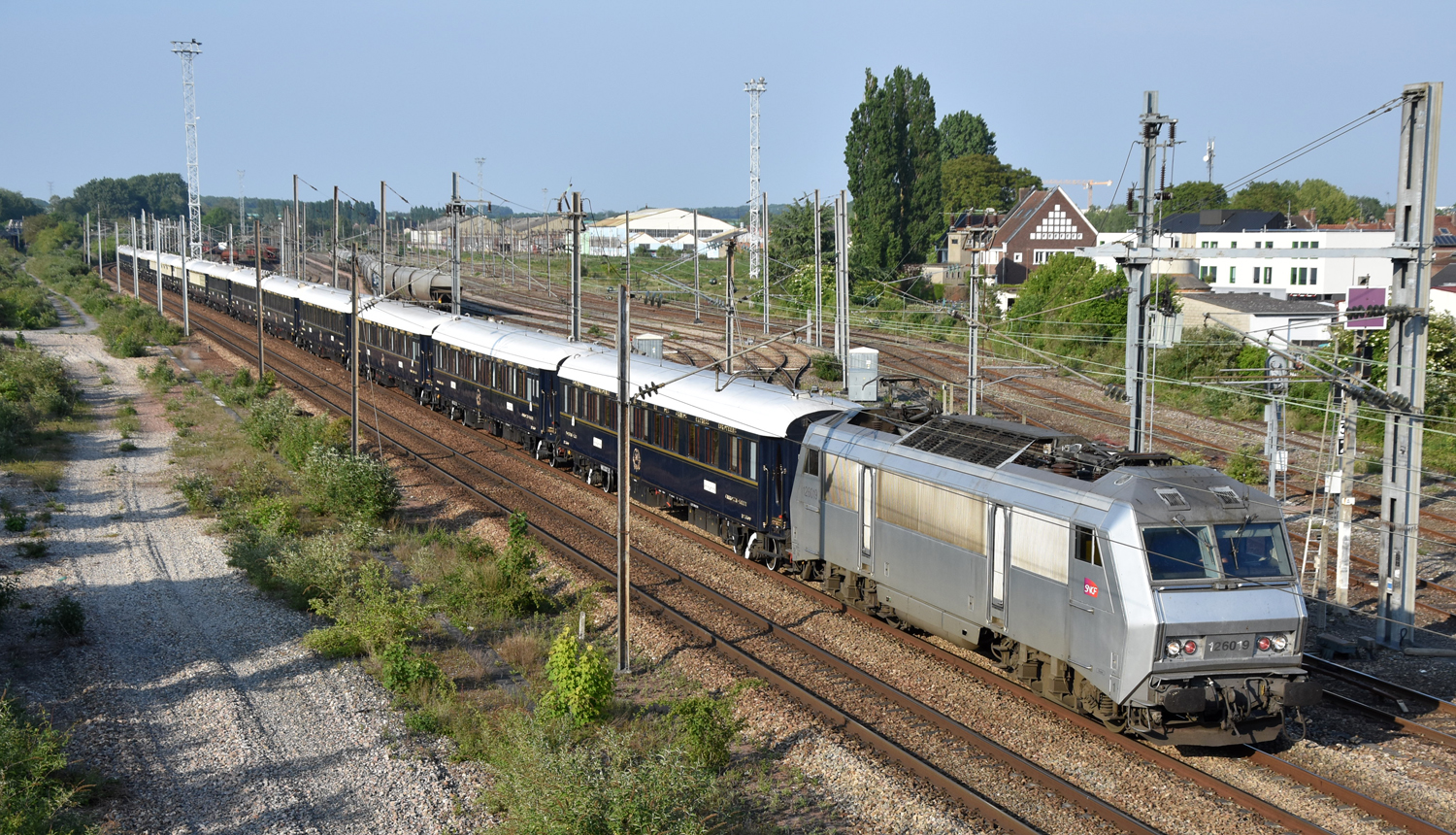
La BB 26019 en tête du VSOE, passant à Longueau (en direction de Calais), en mai 2018.

- BB 26008 : machine ayant été conduite par le président de la République François Mitterrand le 22 mars 1990 pour l'inauguration de la traction électrique Paris - Clermont-Ferrand. Pour l'occasion, la machine a été pavoisée de drapeaux et de pancartes « République Française ».

Ce fut aussi la première BB 26000 repeinte en livrée « En voyage », en octobre 2002.
- BB 26046 : première machine repeinte en livrée « Carmillon ».
- BB 26084 : première machine radiée en 2001, à la suite d'un déraillement causé par un sabotage sur la voie à Chasse-sur-Rhône.
- BB 26088 : locomotive restée en « utilisation spéciale » de sa sortie d'usine à fin 2005, réquisitionnée pour de nombreuses campagnes d'essais.
- BB 26140 à 153, 158 à 163, 167 et 168 R : locomotives aujourd’hui équipées de la réversibilité ainsi que d'un pantographe 25kV monophasé de type Ax 022 (motorisation par coussin pneumatique au lieu des ressorts de montée), pour service sur les trains TER 200 Alsace, sur la ligne Nancy - Strasbourg - Bâle.

## Livrées

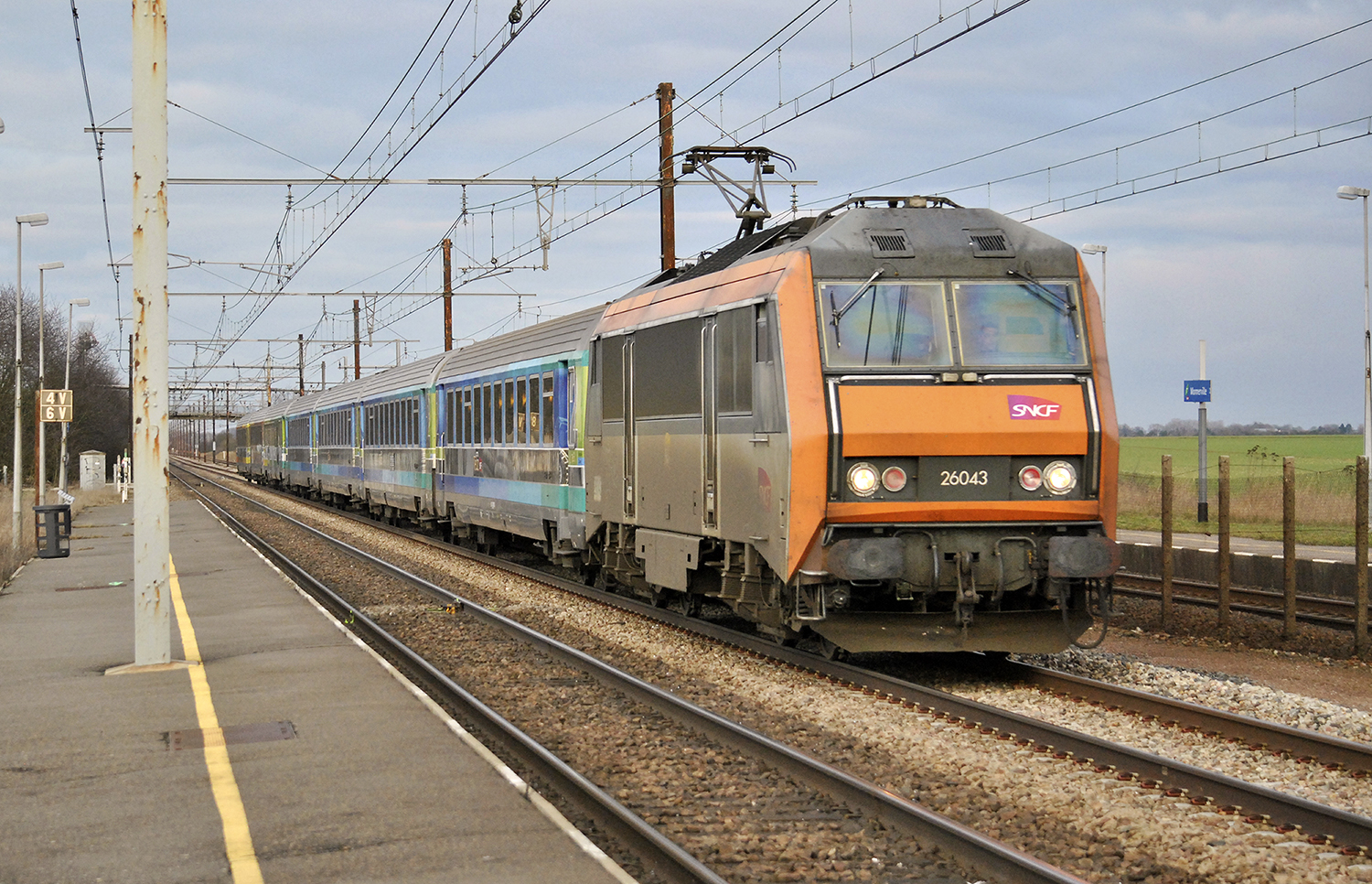
La BB 26043 en livrée orange d'origine en tête d'un train de voyageurs en gare de Monnerville.

Voici les différentes livrées présentes dans le parc des machines BB 26000, ainsi que la liste non exhaustive des numéros de série.
- Livrée béton : la série a été fournie de construction avec une livrée grise deux tons et bandeau orange sur le front de caisse et le haut. Aujourd'hui seules quelques machines affectées au Fret portent cette livrée.
- Livrée TER Alsace : la 26070 a été repeinte en gris métallisé et gris sombre en 1993, avec un bandeau multicolore au niveau de la cabine de conduite. Elle était destinée au tournage d’un clip publicitaire en faveur du TER Alsace lancé à 200 km/h entre Strasbourg et Mulhouse. Elle a conservé cette livrée jusqu'en 2015, mais aura été la seule à la porter. Elle a été repeinte en livrée Carmillon début 2016.
- Livrée Corail + : BB 26227, aujourd’hui radiée. À partir de 1996, les machines ayant besoin d’une remise en peinture (souvent à la suite d'un accident de carrosserie) sortent des ateliers avec une livrée proche de la 26070, mais avec une face rouge vif et un bandeau qui court en haut des flancs. Il avait été demandé au constructeur Alsthom de fournir les derniers exemplaires avec cette livrée, mais les peintures étaient déjà commandées. On a assisté à la sortie de locomotives neuves en gris et orange dont on envisageait déjà le changement de couleurs. Destinée à être généralisée, cette livrée assortie aux voitures Corail plus sera finalement abandonnée. Elle a été portée jusqu'à une date récente par la BB 26048, repeinte en livrée Carmillon, tout comme la 26160 ex-Intercités, repeinte en livrée Grand Est.
- Livrée Fret : BB 26063, 26086, 26096, 26184, 26192. À la suite de la partition du matériel selon les affectations, la direction du Fret décide d'appliquer une livrée spécifique. Elle est constituée de deux tons de gris sur les flancs et de vert vif sur les faces. Une grosse bande blanche barre les flancs en oblique avec la mention fret en vert. À ce jour, la BB 26063 est la seule à être encore en service.
- Livrée En Voyage : BB 26001, 26002 (sortie des ateliers d’Oullins le 18 novembre 2009), 26164.

C'est la tenue adoptée pour les locomotives affectées aux activités voyageurs (Voyages France-Europe : ex-grandes lignes, Intercités, TER, etc.). La locomotive est peinte en gris métallisé, avec une face en bleu et une en mauve. Un bandeau pelliculé parcourt les flancs en passant d'une couleur à l'autre en dégradé. La mention « En Voyage » accompagne des images de visages, coquillages…
La 26008 fut repeinte en octobre 2002, et les 26164 et 163 - dans cet ordre - le furent à leur tour respectivement au début 2003 et au printemps de cette même année, la 26005 sortant d'atelier à l’été 2003 juste à temps pour inaugurer la desserte Téoz sur Paris – Clermont-Ferrand.
La 26001 est la première de la série à passer en opération mi-vie (OPMV), et donc repeinte à ce titre, sortie d’atelier début juin 2009. A l'heure actuelle, il s'agit de la dernière BB 26000 à arborer la livrée En Voyage. En effet, les 26002 et 26164 étant radiées et la 26163 arborant désormais la livrée Grand Est, la 26001 est la dernière représentante des BB 26000 « En Voyage »
- Livrée grise : BB 26003, 26004, 26005, 26006, 26007, 26008, 26009, 26010, 26012, 26019, 26020, 26021, 26024, 26025, 26026, 26033, 26049, 26064, 26091, 26121 et 26126.

À la suite de la fin de la livrée « En Voyage » pour cause de conflit sur le droit à l’image, les machines qui devaient adopter cette livrée ressortent aujourd’hui en livrée grise dans l’attente d’une éventuelle nouvelle livrée. La 26003 est la première 26000 à sortir ainsi d’Oullins. La 26005 est la première « En voyage » à voir son pelliculage ôté (début 2012).
Les machines propriétés de l'activité Fret adoptent elles aussi la livrée grise à la suite de l'abandon de la livrée vert et gris.
- Livrée Carmillon : 26011, 26013, 26014, 26015, 26016, 26017, 26018, 26027, 26028, 26029, 26030, 26031, 26032, 26034, 26035, 26036, 26037, 26038, 26039, 26040, 26042, 26044, 26045, 26046, 26048, 26050, 26052, 26053, 26055, 26056, 26057, 26070, 26071, 26072, 26073, 26074, 26138, 26155, 26156.

Cette livrée est prévue pour remplacer la livrée grise (ou "fantôme" pour les ferroviphiles). La BB 26046 est la première locomotive SNCF à porter cette livrée.
- Livrée TER : cette livrée est appliquée aux quatorze machines du TER 200 aptes à la réversibilité lors de leur opération mi-vie[11].
- Livrée Orient Express : cette livrée est attribuée aux machines n° 26005 et 26019. Cette livrée a été réalisée par les « Trains Spéciaux » (CPAS Intercités) afin d'assortir les locomotives aux couleurs de la Compagnie Internationale des Wagons-Lits, en tête du prestigieux Venise Simplon-Orient-Express.

Les différentes livrées des BB 26000
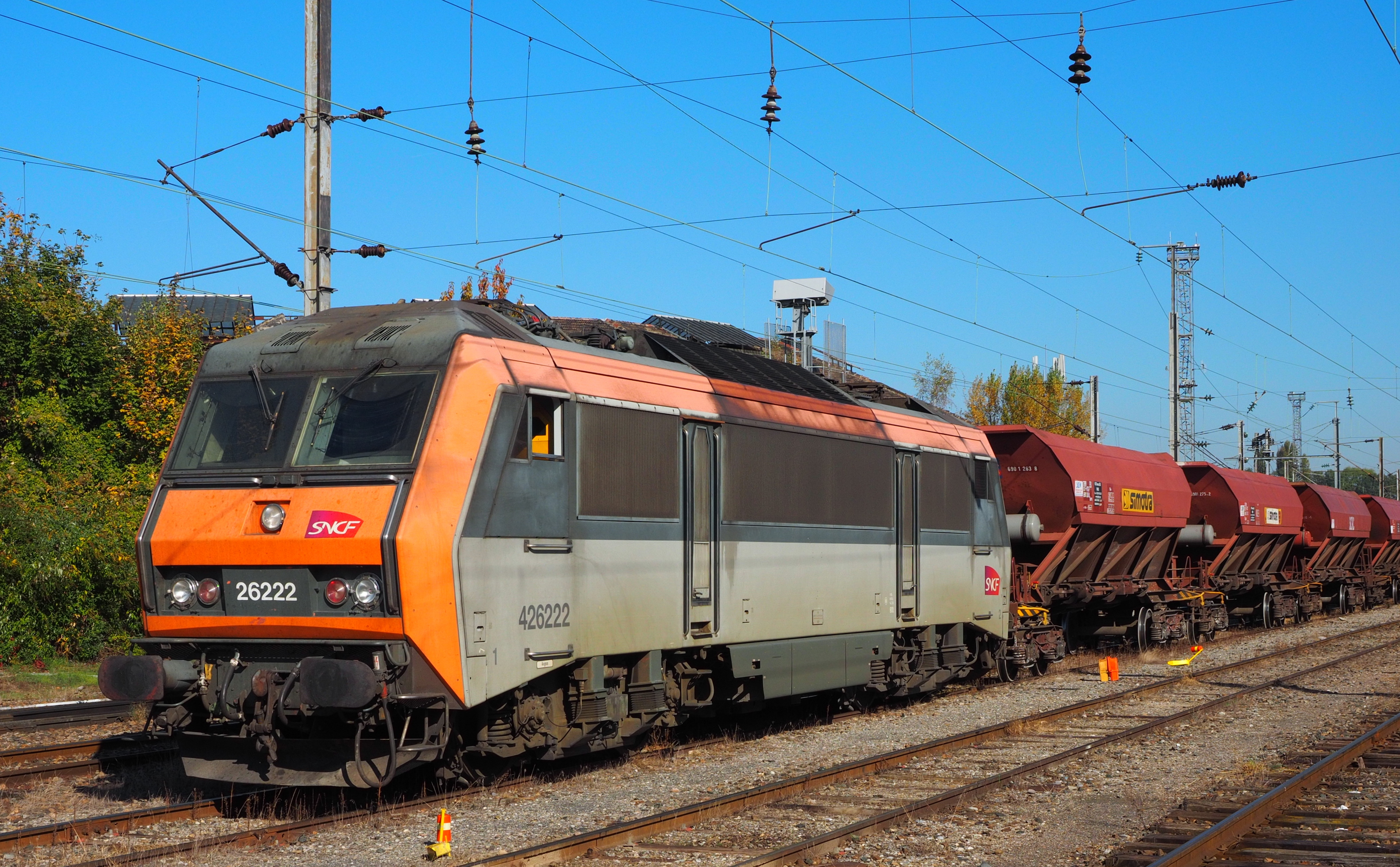
Livrée orange d'origine sur la BB 26222.
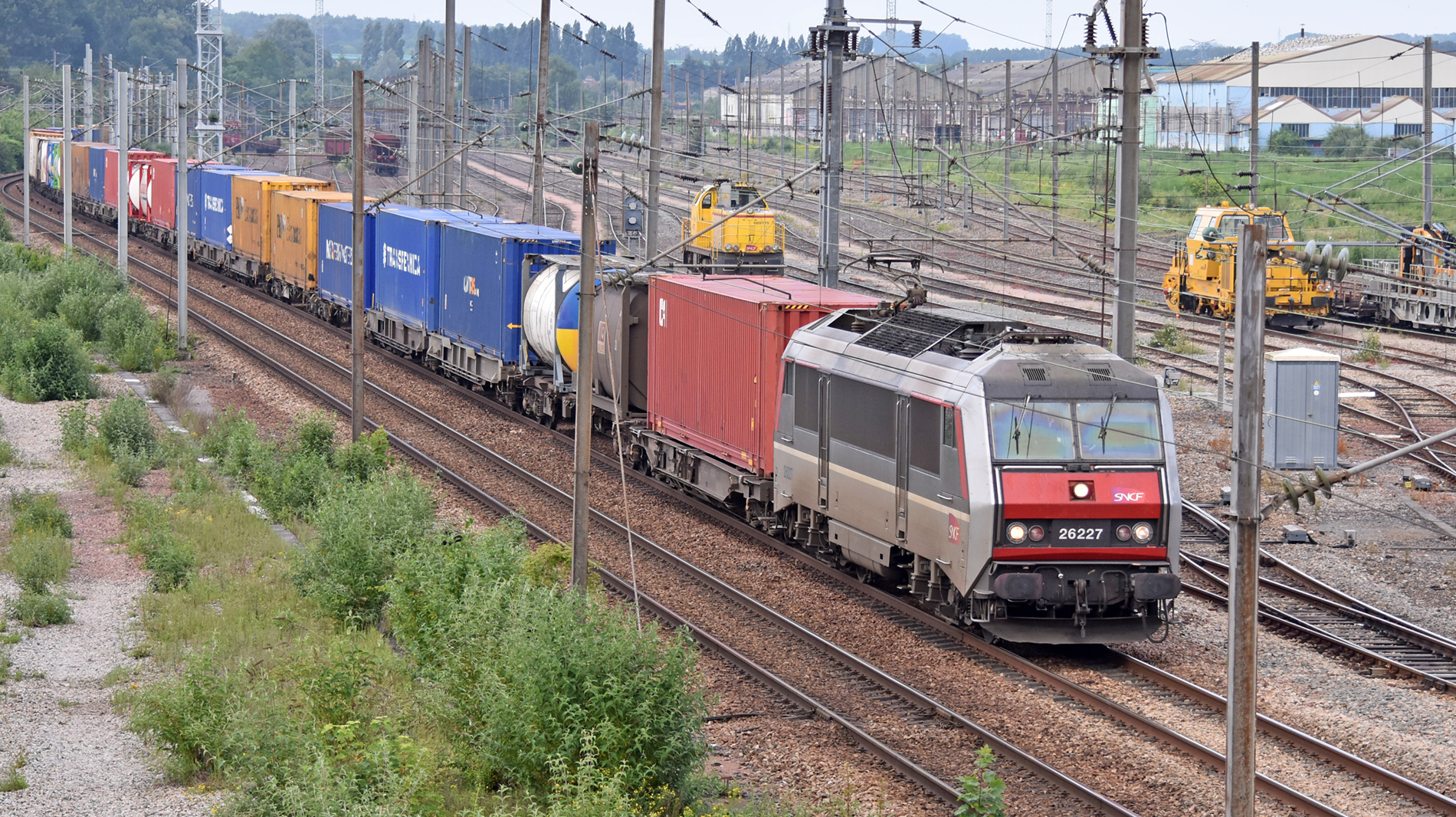
Livrée « Corail + » sur la BB 26227.
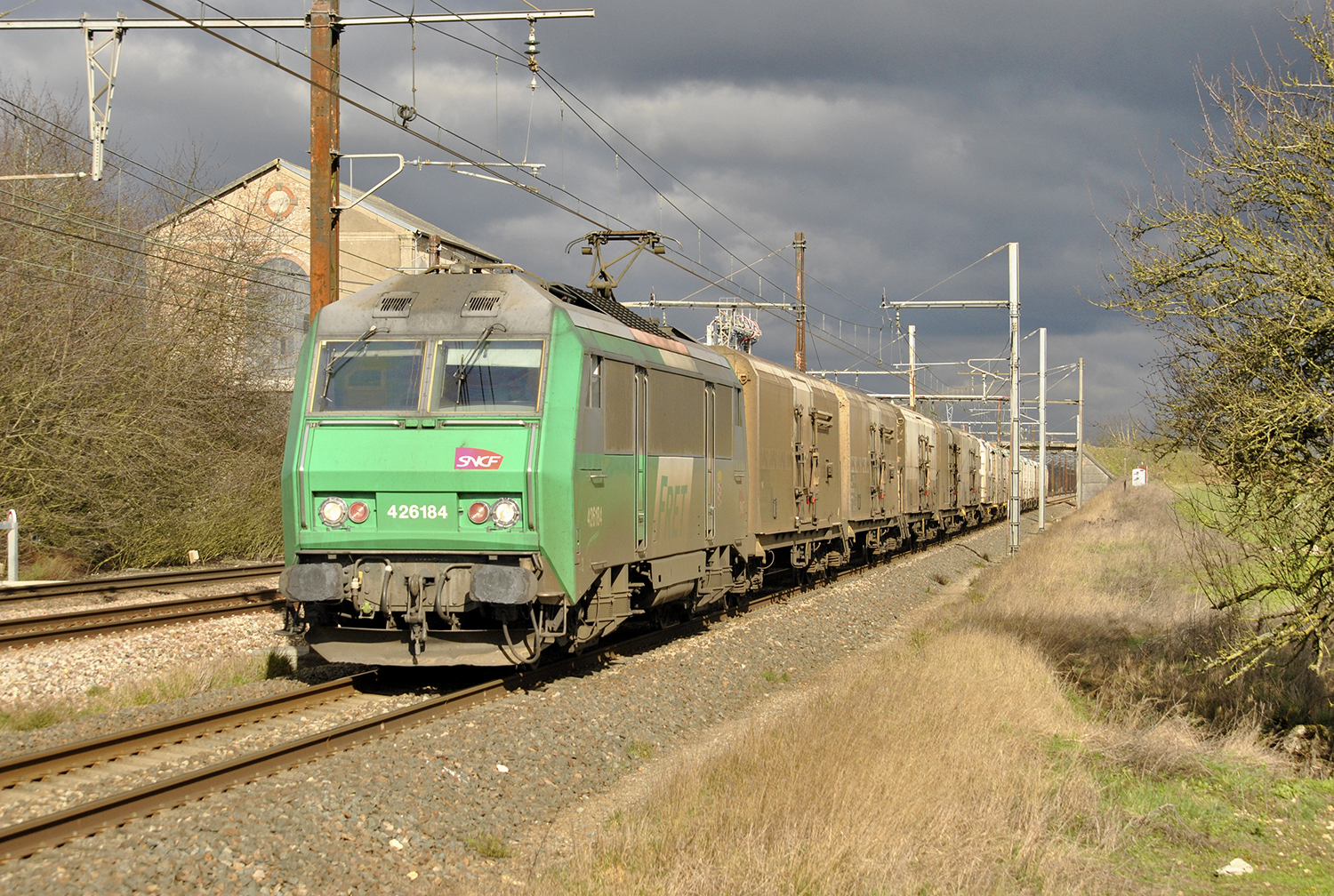
Livrée « Fret » sur la BB 26184.
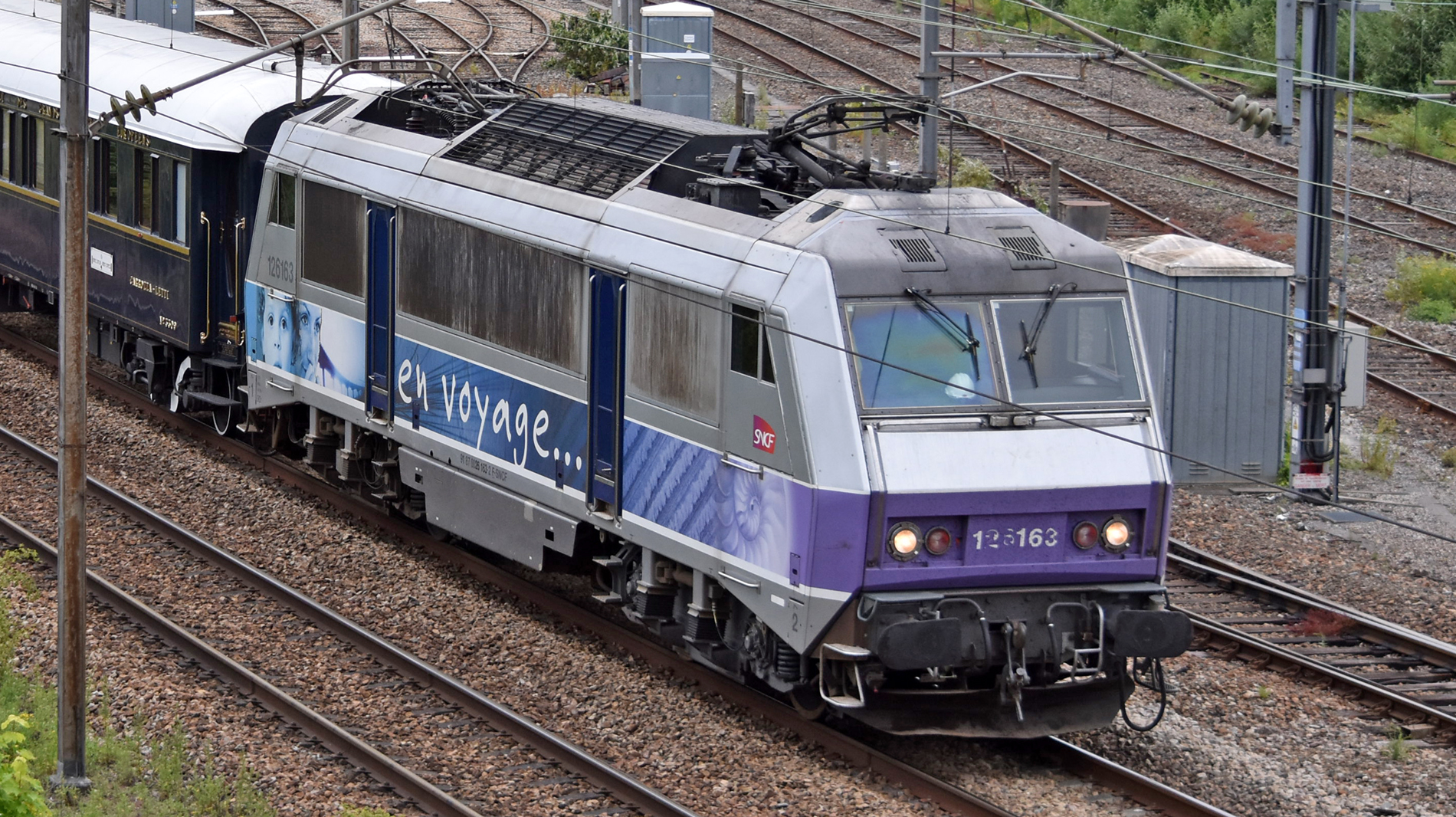
Livrée « En Voyage » vue côté face mauve sur la BB 26163.
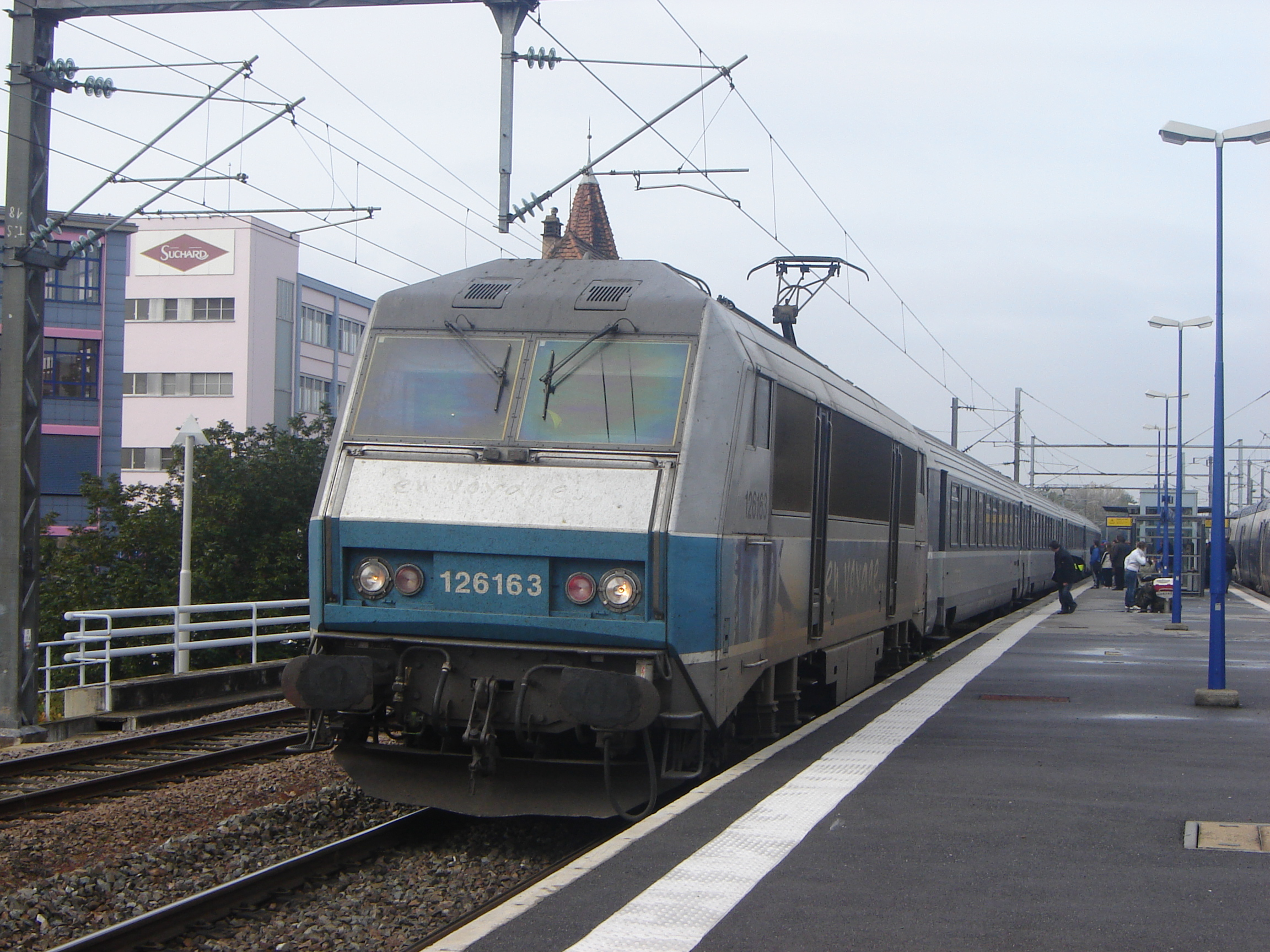
Livrée « En Voyage » vue côté face bleue sur la BB 26163.
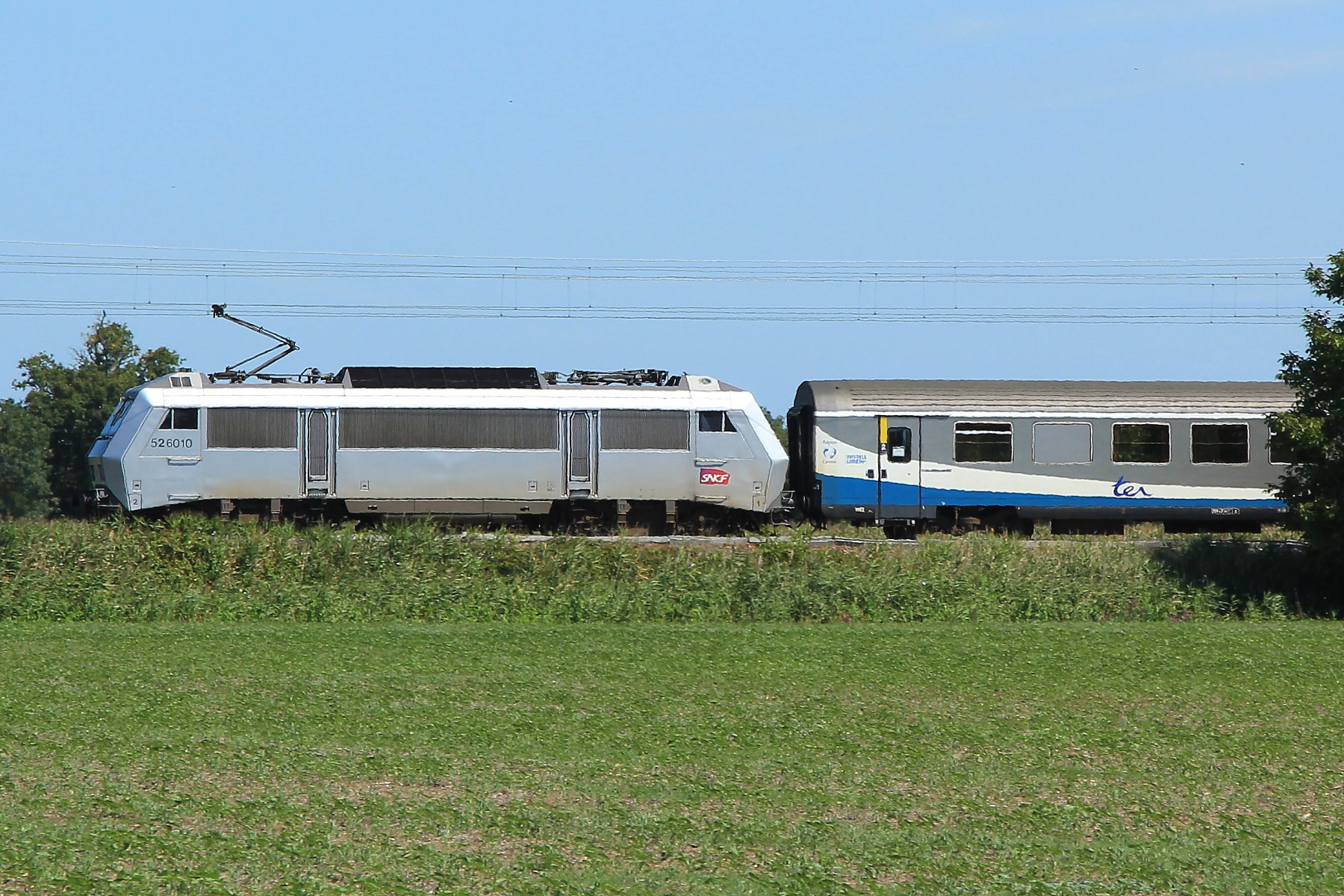
Livrée « grise » sur la BB 26010.
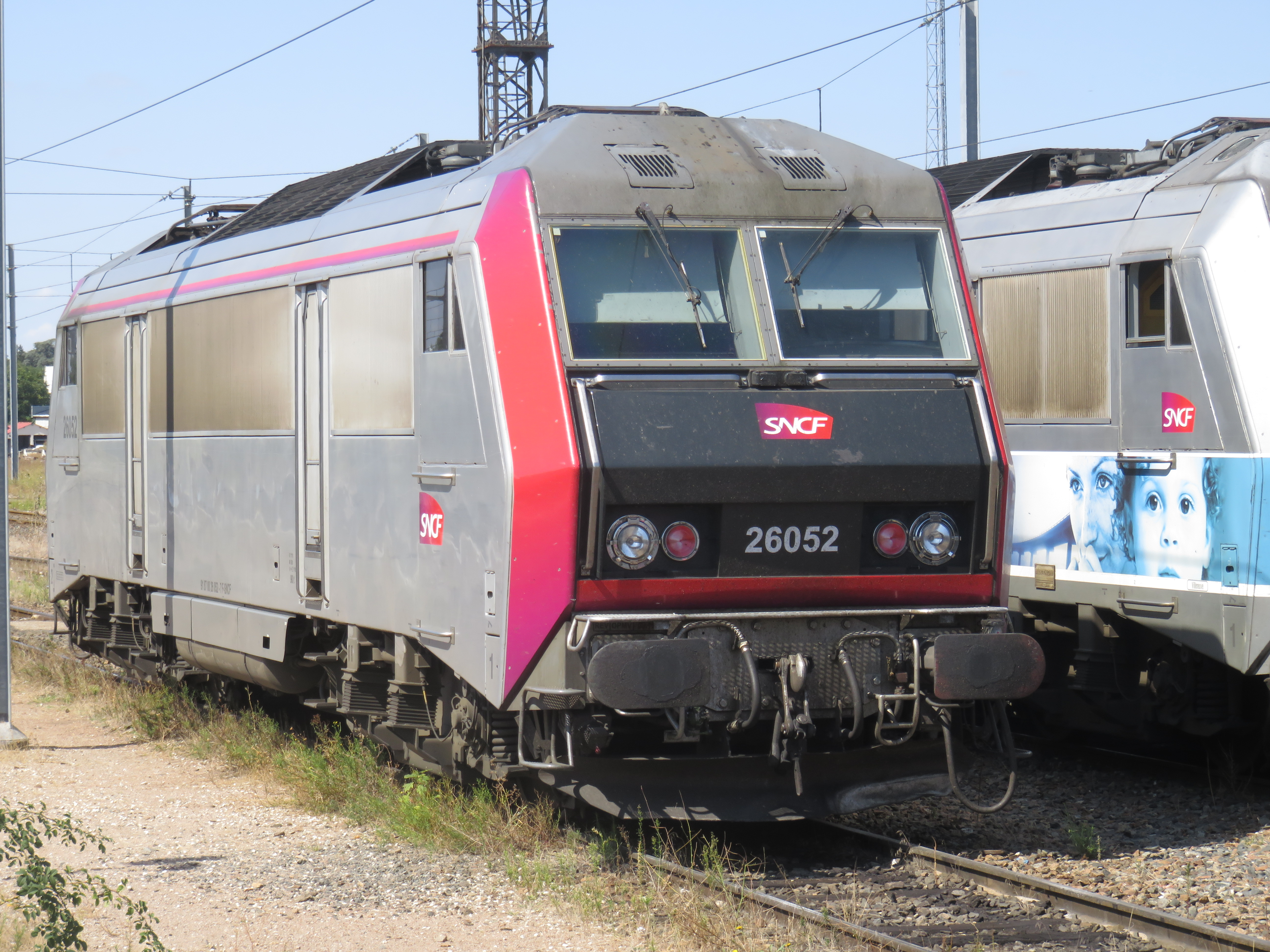
Livrée « Carmillon » sur la BB 26052 garée à Bourges.
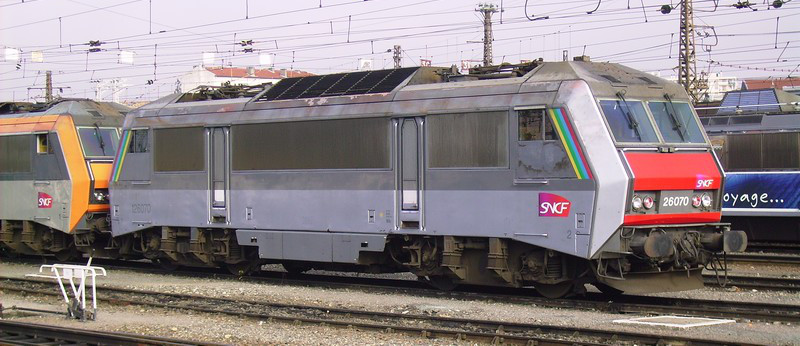
Livrée « TER 200 Alsace » sur la BB 26070 à Toulouse.
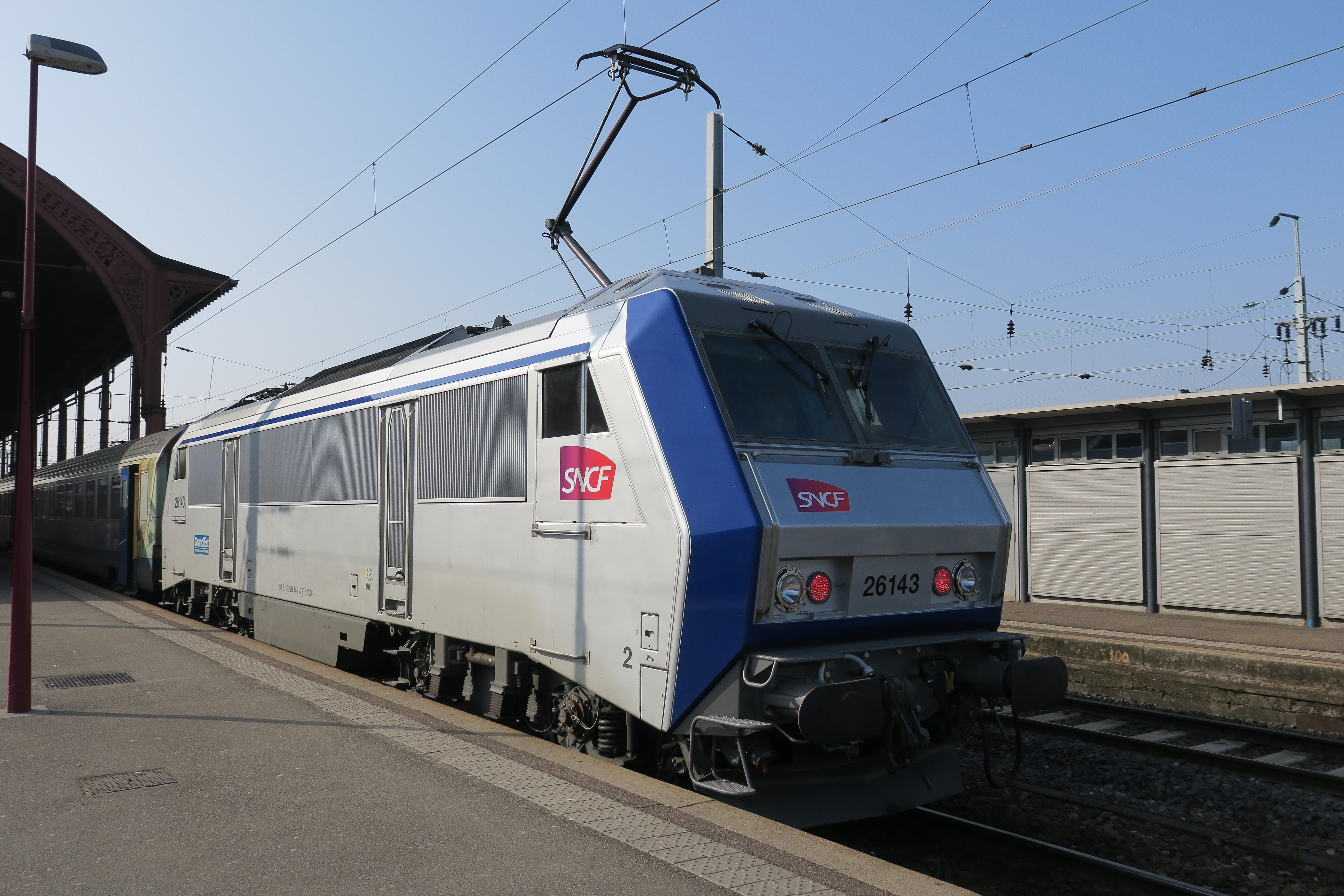
Livrée TER bleue sur la BB 26143.
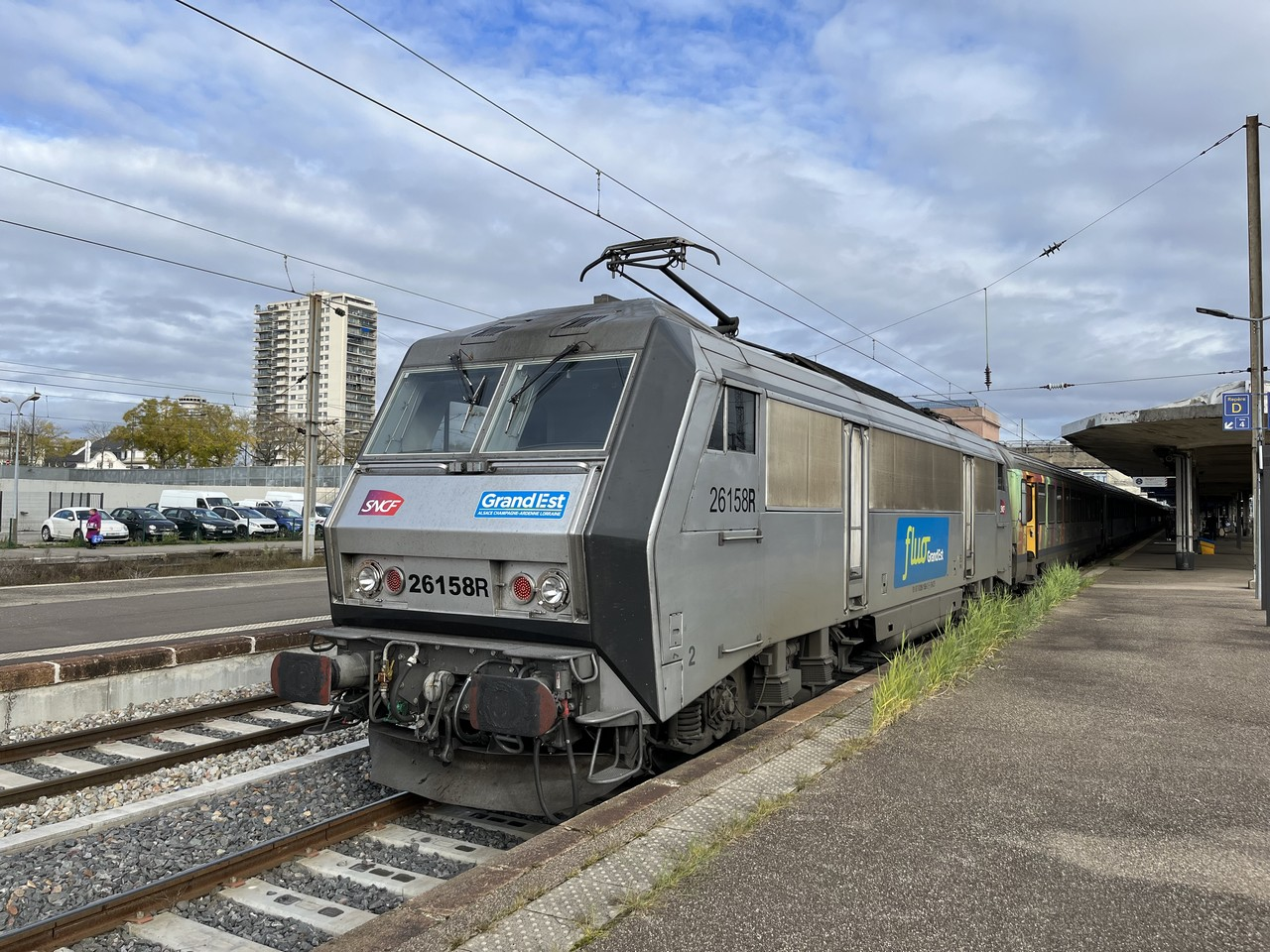
Livrée TER noire sur la BB 26158.
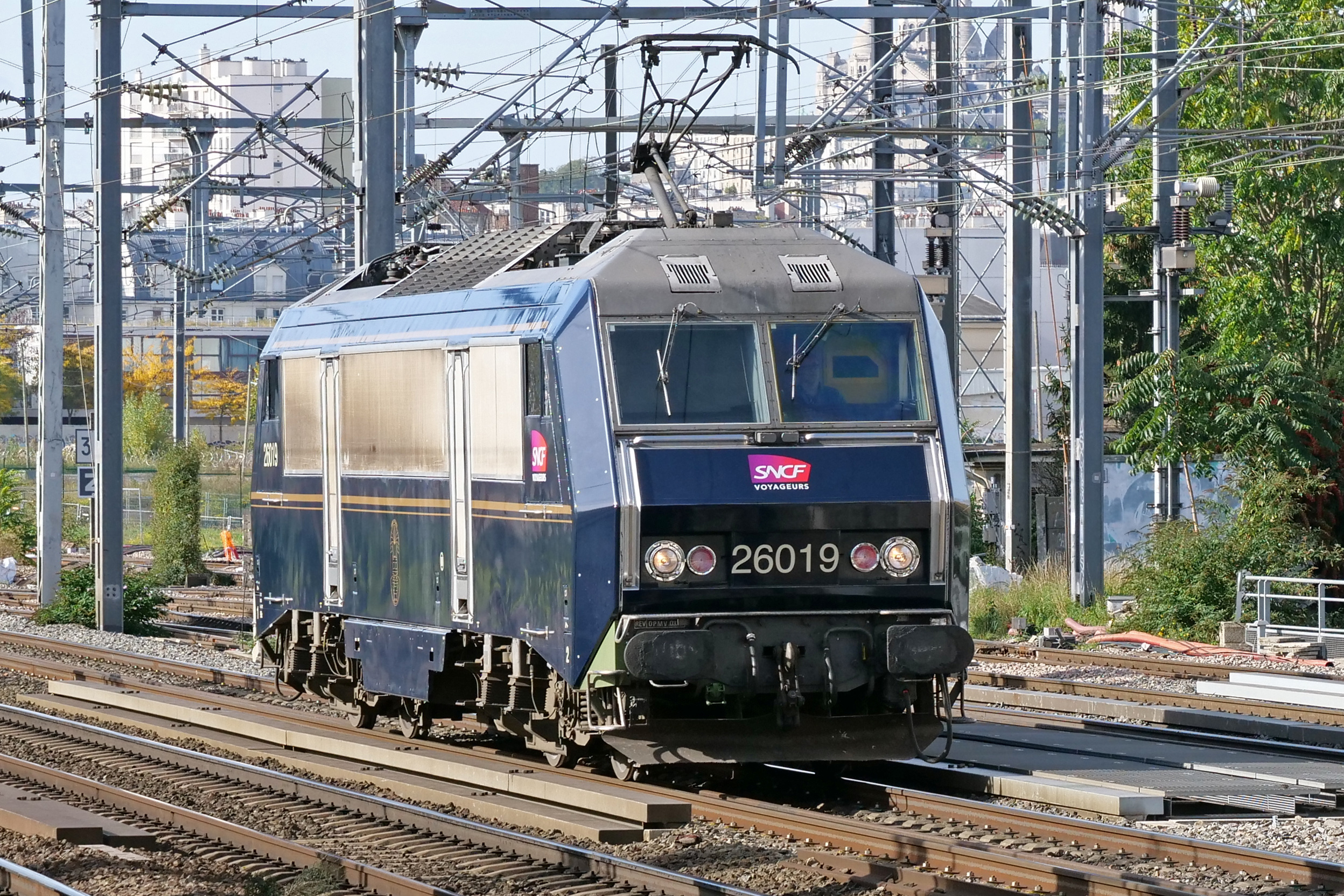
Livrée VSOE sur la BB 26019 à hauteur de la gare de Rosa-Parks.

## Dépôts titulaires
Répartition des 136 locomotives au 19 juin 2025
| STF | Désignation                      | Ville                               | Nombre de machines | Observations    |
| --- | -------------------------------- | ----------------------------------- | ------------------ | --------------- |
| SLE | STF Locomotives électriques Fret | Lille (Lens)                        | 55 machines        | Fret            |
| STA | STF Alsace                       | Strasbourg                          | 22 machines        | TER             |
| SVI | STF Voyages - Intercités         | Villeneuve-Saint-Georges + Bordeaux | 59 machines        | VFE, CIC et TER |

## Dépôts anciennement titulaires
- Lens (de mars 1994 à décembre 2003)
- Toulouse (de décembre 2004 jusqu'au 5 juillet 2009)

Toulouse disposait de vingt machines (26041 à 26057 et 26070 à 26072). Elles étaient engagées prioritairement sur la ligne Paris-Limoges-Toulouse, jusqu’à Cerbère. 
- SWING ou Service Wagon Isolé Nouvelle Génération : de décembre 2008 à décembre 2010 ; les quarante BB 26000 de ce parc spécialisé étaient entretenues conjointement par Villeneuve et Dijon-Perrigny, en cogestion.
- Avignon : de décembre 2003 à juin 2011.
- Strasbourg : de décembre 2007 à mai 2012.

## Préservation
- BB 26172 : Cité du train à Mulhouse (en livrée Carmillon).

## Dans la culture
En 2006, dans le Nos jours heureux d'Éric Toledano et Olivier Nakache, la BB 26151 ramène toute la colonie de vacances à Paris.

## Modélisme
Cette locomotive a été reproduite en HO par les marques Jouef, Märklin / Trix, Roco et Piko ; en N par Piko et Fleischmann et à l’échelle 0 par Train Modèle 